# Ефросинина, Мария Александровна
Мари́я Алекса́ндровна Ефроси́нина (укр. Марія Олександрівна Єфросініна; род. 25 мая 1979, Керчь, УССР) — украинская телеведущая, общественный деятель, инфлюенсер. Почётный посол Фонда ООН в области народонаселения на Украине (с мая 2018), основатель общественной организации «Фонд Маша».

## Биография
Родилась и выросла в Керчи.
Окончила школу с золотой медалью, затем Киевский национальный университет имени Тараса Шевченко, факультет иностранных языков (специальность — переводчик с английского и испанского языков).
В 19 лет дебютировала на украинском Первом национальном телеканале (УТ-1) в программе «Счастливый звонок». Вскоре Мария получила приглашение от «Нового канала», на котором запускали новую утреннюю программу «Подъём».
В 2002 году программа получила премию «Телетриумф» в номинации «Лучшее телевизионное шоу».
В 2005 году, вместе с Павлом Шилько, была ведущей 50-го, юбилейного, конкурса «Евровидение». В октябре 2005 года перешла на канал ICTV (программа «Линия конфликта»).
В 2006 году её фото появилось на обложке журнала «ELLE». С сентября 2006 года ведущая телешоу «Один в поле» на канале «Интер».
Сотрудничала с российскими каналами «Муз-ТВ», НТВ («Фактор страха»), ДТВ («Мой толстый безобразный жених»).
Благодаря природному любопытству, работе на телевидении и знанию нескольких языков, Маша из первых уст получала ответы на свои вопросы от мировых звёзд: Цезарии Эворы, Паоло Коэльо, Энрике Иглесиаса, Анни Жирардо, Жерара Депардьё, Келли Джонса, Робертино Лоретти, а также от политиков и многих звёзд шоу-бизнеса, театра и кино, которые живут на просторах постсоветского пространства.
В 2006 году телеведущая попала в Топ-100 журнала «Фокус» — «Самые влиятельные женщины Украины». Как отметило издание, влиятельность обусловлена «успешной карьерой и популярностью».
В 2007 году вышла на театральные подмостки в комедийном спектакле-антрепризе «Помочь так легко, или Откуда берутся дети» (постановщик — главный режиссёр столичного «Театра на Подоле» — Виталий Малахов). Героиня Ефросининой — суррогатная мать. На сегодняшний день Маша уже не является актрисой театра из-за отсутствия времени, но, по её словам, очень хотела бы вернуться.
В конце 2007 года впервые снялась в видеоклипе на песню Виталия Козловского «Ты хотела», режиссёром которого был киевский клипмейкер Алан Бадоев. Презентация клипа состоялась в феврале 2008 года.
2 марта 2008 года на украинском телеканале «Интер» начались съёмки ток-шоу «Модный приговор», в котором Маша Ефросинина выступает в роли адвоката.
В 2009 году Маша Ефросинина названа «Телеведущей года» по версии журнала EGO.

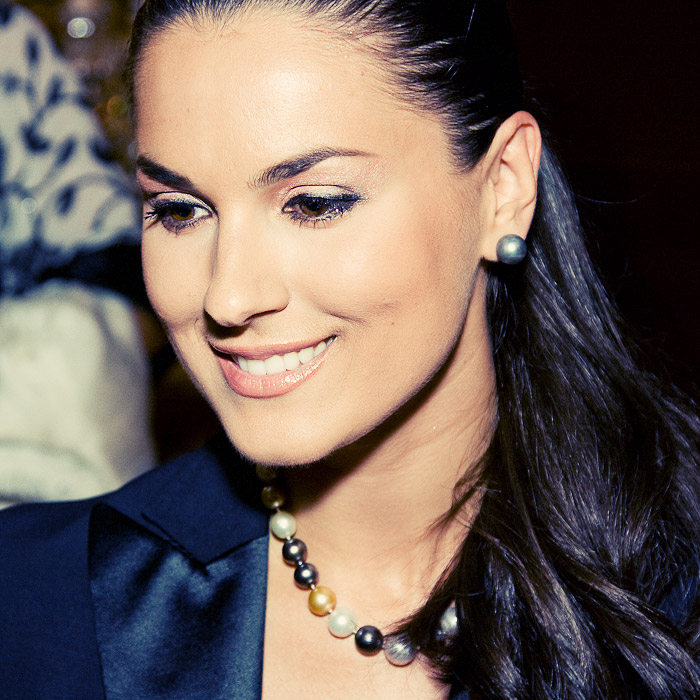
Маша Ефросинина в 2009 году

С 2009 по 2013 года телеведущая работала ведущей и продюсером на «Новом канале», где сначала вела шоу «Фабрика звёзд 3» с Андреем Доманским, потом «Украина слезам не верит» вместе с Сергеем Притулой и Александром Педаном. Далее стала постоянной участницей юмористического шоу «Сделай мне смешно» вместе с Сергеем Кузиным, Сергеем Притулой, Александром Педаном и Дмитрием Коляденко. С 15 февраля 2011 года стала ведущей шоу «Хочешь? Пой!» и шоу «Пой, если сможешь!». С 3 марта 2011 года стала руководителем и ведущей шоу «Мечты сбываются». В конце 2011 года были отсняты последние передачи второго сезона «Мечты сбываются».
Маша Ефросинина неоднократно получала награды за звание «Самой стильной ведущей Украины». Она обладательница премий «Чёрная жемчужина», «ELLE-кумир». За профессиональную деятельность Маша удостоилась премии «Телезвезда», как любимая ведущая развлекательных программ.
В 2011 году Маша Ефросинина появилась в социальной сети Facebook.
В 2012 году Маша Ефросинина представила телезрителям две программы. 7 октября стартовало шоу «ШоумаSтгоуон» на «Новом канале», ведущей и продюсером которого была Маша. 11 ноября «Новый канал» запустил цикл фильмов «Проснуться знаменитым», отснятый под руководством Маши Ефросининой. Каждый из шести фильмов рассказывает историю людей, которые стали настоящими кумирами для современных украинцев.
В 2013 году, после трёхлетнего перерыва, Маша Ефросинина вернулась на театральные подмостки, сыграв одну из ролей в спектакле «Помочь так легко, или Откуда берутся дети» киевского Театра на Подоле.
Весной 2014 года в эфире «Нового канала» вышло романтическое реалити-шоу «Сердца трёх с Машей Ефросининой» — телевизионная история трёх девушек, ищущих любовь; Мария Ефросинина выступала в качестве ведущей. В конце мая 2014 года Ефросинина покинула «Новый канал», взяв паузу, чтобы посвятить время семье (в августе 2014 года родила второго ребёнка), активно заняться общественной деятельностью и подготовить новый проект, с которым она вернулась на телевидение уже весной 2015 — автор и ведущая ток-шоу «Відверто з Машею Єфросініною» на телеканале Украина. В гостях у Маши откровенно рассказывали свои истории: Виталий Кличко, Сергей Притула, Елена Кравец, Андрей Садовой, Ирина Билык, Надя Дорофеева, Оля Полякова и другие звёзды Украины.
В 2016 году по июнь 2021 года Маша Ефросинина являлась Лицом Активия от Danone. Рекламный контракт продолжался 3,5 года и стал самым продолжительным сотрудничеством с одной знаменитостью в истории международного бренда.
В 2016 году получила главную женскую роль в сериале режиссёра Анатолия Матешко «Тройная защита».
В 2017 году Мария стала ведущей нового социально-развлекательного проекта «Сюрприз, сюрприз!» на телеканале «СТБ», в котором исполнялись желания украинцев.
В 2018 году Маша Ефросинина занялась активным развитием своего канала на Youtube. Уже в декабре 2018 получила Серебряную кнопку. В мае 2018 года Ефросинина стала Почётным послом ООН в области народонаселения на Украине. Срок полномочий продлен в третий раз — по 2024 год.
С 2018 года объездила 12 городов Украины (по несколько раз), чтобы встретиться с десятками тысяч женщинам и поговорить по душам в рамках МК «Ты у себя одна», «5 ошибок, приведших меня к успеху», «Баланс между личной жизнью и карьерой: миф или реальность?». В 2018 году приняла участие в проекте «Танцы со звёздами» в качестве участницы. В том же году снялась в одной из главных ролей в комедии для всей семьи «Приключения S Николая».
В 2019 году Маша Ефросинина приняла участие в проекте Удивительные Люди.
В 2021 Маша Ефросинина вошла в топ-100 успешных женщин Украины по версии журнала Новое время. В том же году году Маша Ефросинина приняла участие в шоу Липсинк Батл, была соведущей «Танцев со звёздами» и приняла участие в проекте «Маскарад».

## Социальные проекты

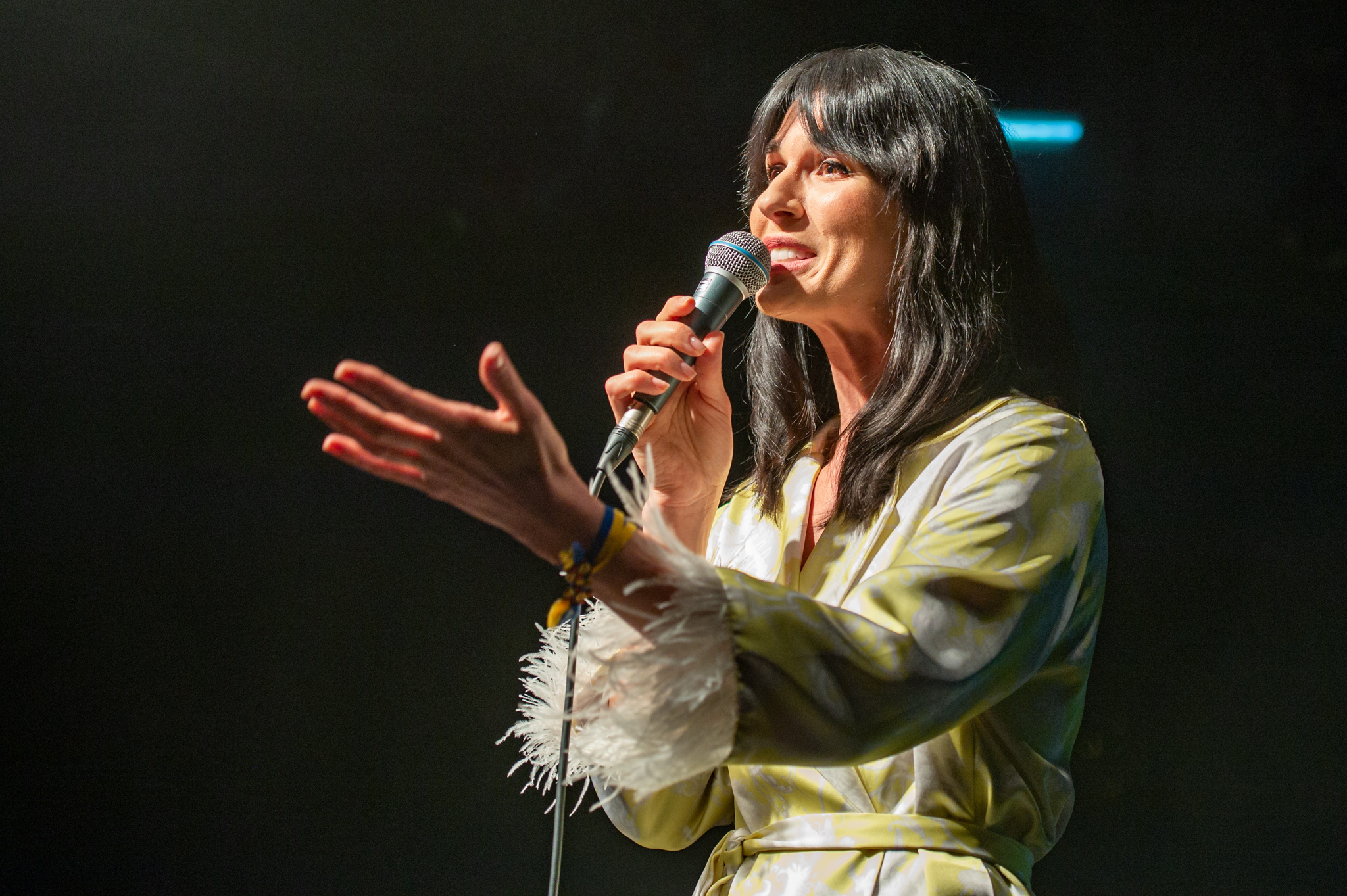
Маша Ефросинина на благотворительном концерте, 2022 год

Ефросинина принимает активное участие в помощи детям и общенациональным медучреждениям. Летом 2014 года начала сотрудничество с фондом «Твоя Опора», действия которого направлены на помощь детям и сиротам, имеющим проблемы со здоровьем. Вместе с фондом Ефросинина создала проект «Charity weekend» — это цикл встреч, тематических мероприятий, мастер-классов и интервью с известными людьми. Все они объединены одной темой — женщина и её мир: семья, здоровье, карьера, красота, внутренние переживания. Флагманом благотворительных мероприятий является музыкально-спортивный фестиваль «Charity weekend. Здоровый день». Он проходит раз в год и привлекает тысячи людей. У фестиваля есть звёздные друзья, которые поддерживают его: выступают, проводят тренировки, продают полезную еду в «Звёздной лавке»: MONATIK, Оля Полякова, NK|Настя Каменских, TAYANNA, Mishelle Andrade, Анита Луценко, Лена Кравец, Сергей Никитюк, Соня Плакидюк, Татьяна Терехова, Саша Педан, Элла Кандыба и другие. Входные билеты на такие мероприятия платные, а все вырученные деньги «Charity weekend» направляет в детские дома или на закупку дорогостоящего и жизненно необходимого оборудования в детские реанимации ИПАГа, Института им. Амосова.
Благодаря «Charity weekend с Машей Ефросининой» в благотворительный фонд «Твоя опора» было передано более 10 миллионов гривен на помощь детям.
В мае 2018 года Маша Ефросинина стала первым на Украине Почётным Послом Фонда ООН в области народонаселения. В рамках сотрудничества посещает множество женских приютов (shelters). Регулярно встречается с женщинами и беседует с ними про то, как остановить, сопротивляться домашнему насилию.
В 2020 году основала общественную организацию «Фонд Маша»

## Семья
- отец — Александр Борисович Ефросинин — инженер-строитель, умер в 2000 году[27][28]
- мать — Людмила Павловна Ефросинина (в девичестве Козлова[источник не указан 2522 дня]; род. 25.01.1958)[29][30] — экономист, работала в «Приватбанке», занимается бизнесом[27][28]
- муж — Тимур Заурбекович Хромаев (1975) — бизнесмен. В 1997 году закончил Union College в Нью-Йорке, в 2002 году — Киевский институт международных отношений. С 1997 по 2001 год занимал руководящие посты в Министерстве финансов. Работал заместителем председателя правления банка «НРБ-Украина», затем занимал аналогичную должность в «ТАС-Инвестбанке». Является партнёром компании «АРТА Инвестиционные Партнёры» и возглавляет ассоциацию вкладчиков Внешэкономбанка СССР[31][32][33][34]
- дочь — Нана Хромаева (16 февраля 2004)[33][35]
- сын — Александр[36] Хромаев (25 августа 2014)[37]
- Младшая сестра — Елизавета Ющенко (Ефросинина) (1986)

## [28]Телевидение
УТ-1 (UA:ПЕРШИЙ)
- «Счастливый звонок»
- «Евровидение»

ICTV
- «Линия конфликта»

Интер
- «Один в поле»
- «Модный приговор»

Новый канал
- «Подъём» с Юрием Горбуновым[38]
- «Фабрика звёзд» с Андреем Доманским
- «Фабрика звёзд. Суперфинал»
- «Украина, слезам не верит» с Сергеем Притулой и Александром Педаном
- «Зроби мені смішно» с Сергеем Кузиным, Сергеем Притулой, Александром Педаном и Дмитрием Коляденко
- «Хочеш? Співай!»
- «Співай, якщо можеш!»
- «Мрії здійснюються»
- «Проснуться знаменитым» (в качестве руководителя проекта)
- «ШоумаSтгоуон»
- «Найти крайнего»
- «Серця трьох»

Украина
- Відверто з Машею Єфросініною
- Удивительные люди

СТБ
- Сюрприз, Сюрприз!

1+1
- Маскарад

## Театральные работы
Театр на Подоле (Киев)
- 2007, 2013 — «Откуда берутся дети» — Оксана, суррогатная мать.

## Фильмография
- 2003 — Завтра будет завтра — эпизод
- 2006 — Пять минут до метро — Вика
- 2007 — Колье для снежной бабы — жена Андрея
- 2009 — Как казаки… — ведущая новостей при дворе Екатерины II
- 2009 — Чудо — Кристина, подруга Ани
- 2016 — Тройная защита — Тамара
- 2018 — Приключения S Николая — мама

YOUTUBE
«Экзамен на откровенность с Машей Ефросининой»
«Взрослые Девочки» совместный проект с Олей Поляковой
«О них все говорят…»

## Награды
- Орден «За заслуги» III ступени (Украина, 2020)[39]

## Уголовное преследование в России
15 сентября 2023 года Басманный районный суд города Москвы заочно приговорил телеведущую Марию Ефросинину к семи годам колонии, признав её виновной в распространении «фейков» про российскую армию «по мотивам политической ненависти». Ранее правоохранительные органы РФ объявили Ефросинину в розыск, а в мае 2023 года— заочно арестовали.